# Svatoslav Štěpánek
Svatoslav (Sváťa) Štěpánek (25. prosince 1911 Roudnice nad Labem – 8. listopadu 1938 Praha-Pankrác) byl český sériový vrah usvědčený ze tří vražd a dvou pokusů o vraždu. Za své činy byl popraven.

## Dětství
Štěpánek pocházel z dobré a vážené rodiny. Jeho otec byl inženýrem v cukrovaru, matka původně učitelkou v mateřské škole, později ženou v domácnosti. Jeho dva sourozenci se odstěhovali na Slovensko, kde po smrti otce krátce pobýval s matkou i on. Ve svém okolí byl neoblíbený. Ačkoliv se vyučil zahradníkem, nikdy opravdu nepracoval. Rád týral a zabíjel zvířata a jeho koníčkem bylo pozorovat práci hrobníka. V páté třídě pobodal svého spolužáka nožem. Byl také obviněn z několika krádeží. Za jednu z nich mu v roce 1930 hrozil trest odnětí svobody až na 1 rok. Ten se podařilo jeho matce zvrátit tak, že zařídila Svatoslavovo psychiatrické vyšetření u svého známého, který označil jeho ovládací schopnosti v době spáchání činu za snížené. Při vyšetření upozornil matku také na to, že s ním není něco v pořádku a doporučil jeho ústavní léčbu. Matka tento názor odmítla.

## Pokusy o vraždu
Dne 10. ledna 1936 došlo k napadení 13leté Růženy Jebavé. Na svůj věk vyspělou dívku dohonil cestou ze školy mladík na kole. Zastavil u ní, přiložil jí flobertku na levou lopatku, vystřelil a popojel o kus dál. K Jebavé se vrátil, řekl jí „Tady to máš“ a aniž by v útoku pokračoval, nasedl opět na kolo a odjel. Dívka útok přežila jen náhodou, když kulka těsně minula srdeční sval. Dne 23. ledna narazila 26letá Zdeňka Drobná cestou z návštěvy manžela v nemocnici na Štěpánka opravujícího kolo. Když ho minula, dohonil ji a srazil do příkopu. Začal jí sprostě nadávat a hrozit, proto se dala na útěk.  Opět jí dohonil, z kapsy vytáhl flobertku a přiložil ji Drobné k srdci. Ta mu instinktivně srazila ruku, takže ji výstřel zasáhl do břicha. Náhodný svědek Štěpánka vyrušil a ten raději z místa odjel, ačkoliv se právě chystal dokonat vraždu sekerou. Popis pachatele odpovídal Štěpánkovi pouze částečně. Neseděla barva vlasů a popis kola, na kterém útočník odjel. Naopak souhlasil fakt, že pachatel měl v obličeji stopy po neštovicích a povislý levý koutek úst. Alibi mu zajistili sousedé a matka. Potvrdili, že byl v době útoků doma s chřipkou. Později přiznal, že nemoc pouze předstíral a vzhled svého kola kvůli útokům výrazně pozměnil.

## Vraždy

### Františka Třísková
Dne 5. dubna 1936 se při roznášce mléka ztratila čtyřicetiletá mlékařka Františka Třísková. Bylo zjištěno, že jako poslední pravděpodobně navštívila dům Štěpánkových. Paní Štěpánková byla tou dobou na Slovensku v Modře, kde onemocněla a musela se podrobit operaci. Štěpánek popřel, že by mlékařku ten den viděl. V době mezi 6. a 7. hodinou ranní, kdy zmizela, prý spal a potom odešel do evangelického kostela. Přítelkyně Třískové nepravdivě vypověděla, že s ní mluvila ještě několik hodin po návštěvě u Štěpánkových. Tím jej zbavila podezření. Později přiznal, že mlékařku střelil do hlavy. Byla stále na živu, proto ji utloukl sekerou. Otevřel jí břišní dutinu, odřezal prsa, stáhl kůži z hlavy, kterou jí otvorem nasadil na ruku a nakonec tělo rozřezal na 11 dílů. Krev umyl jejím oblečením. Tělo zabalil do pytle a i s její bandaskou na mléko zakopal na zahradě.

### Jiřina Šťastná
V době své nepřítomnosti požádala jeho matka svoji sestru, aby mu zařídila dovoz jídla. Během týdne se o něj starali její zaměstnanci, v neděli 17. května musela poslat svou dvacetiletou dceru Jiřinu. Před odchodem ji varovala, aby nevstupovala do bytu a jídlo nechala pouze za dveřmi. Když se Jiřina nevracela, poslala ke Štěpánkům svého syna. Toho Štěpánek odbyl s tím, že sestřenice už dávno odešla. Později ke Štěpánkovým přišla její matka sama a všimla si, že v rohu místnosti stojí taška, ve které nesla Jiřina jídlo a kterou by si určitě odnesla. Podle krevních stop došla až do sklepa, kde objevila ukryté tělo dcery. Byla svlečená a měla vystřelené oko. Šťastná začala Štěpánka pronásledovat po bytě. Jemu se podařilo vyběhnout na zahradu a přilehlou stráň, kde se pokusil oběsit. Byl však zachráněn okolo jdoucím poštmistrem. Po zatčení přiznal, že když mu Jiřina nandávala jídlo na talíř, střelil ji do obličeje. Aby se ujistil, že je opravdu mrtvá, bodl ji nožem do srdce. Tělo odtáhl do sklepa, protože věděl, že ji budou hledat. Krátce před příchodem Jiřiny napsal pro vlastní potěšení dopis, ve kterém oslovuje svou sestru, byl však určen právě Šťastné, které ho chtěl původně ukázat a sledovat její zděšení. Stálo v něm „Milá Dobruško! V neděli 17. V. 1936 nepřišla do večera Jiřinka Šťastných domů. U Šťastných je to jako po vyhoření a každý tam naříká. Teprve dnes byla nalezena její bílá zástěrka a v ní byly zabalené oba její uříznuté prsy, uši a pravá ruka uříznutá v zápěstí. Neví se, kde a kým byla zabita a tak hrozně zohavena. Její mrtvola nebyla vůbec nalezena. V celé Roudnici se o ničem jiném nemluví než o příšerné vraždě, které padla za oběť Jiřinka Šťastných. Jiřinka chudinka si objednala u Báti dámské kolo, aby mohla dojížděti do kanceláře na pilu. Nyní, když se na něj těšila, nějaký ničema ji takovým hrozným způsobem zprovodil ze světa. Dovedeš si asi představit, jak to tu vypadá. S Vláďou jsme na kolech hledali Jiřinku po celé Roudnici i v okolí již v neděli odpoledne, ale nikde nebyla k nalezení. Četníci se tu jen hemží, ale ani ti nic nevědí.“
Na dotaz, co plánoval s tělem udělat, odpověděl, že chtěl vidět, jak vypadají mladá prsa, když se odřežou. Potom chtěl tělo rozčtvrtit a zakopat na zahradě.

### Bedřich Brožovský
Policisté si při prohledávání pozemků u domu Štěpánkových všimli, že v jedné části zahrady je tráva zakrytá čerstvou hlínou. Zahradu překopali a objevili tělo Třískové a jeden prázdný hrob. Další prázdný hrob byl nalezen ve sklepě pod podlahou. Byl tak malý, že vedl vyšetřovatele k domněnce, že v něm bylo pohřbené dítě. Podařilo se zjistit, že se před deseti lety u Štěpánků ztratil pětiletý syn jejich podnájemníků Bedřich. Svatoslav ale spojitost s jeho zmizením odmítl. Mluvilo se o pravděpodobném únosu. Při pátrání v zahradě se však našly kosterní pozůstatky dítěte zahrabané v kompostu. Až poté se doznal. Bedřich, kterého měla ten den na starost starší sestra, se zašel podívat do sklepa, kde Štěpánek otloukal kladivem omítku. Chvíli ho přitom pozoroval. Štěpánek se náhle otočil a chlapce udeřil kladivem do hlavy. Tělo rozčtvrtil a na místě zakopal. Později ho ještě dvakrát přemístil. U těla se také našel zrezivělý hřebík. Jeho přítomnost, ani motiv vraždy, však nikdy nevysvětlil.

### Pravděpodobné vraždy
Policie nevěřila, že se Štěpánek od vraždy chlapce na 10 let odmlčel. Ve svém pokoji měl mapu, na které si křížky označil několik lokalit. Jednou z nich bylo i místo nedaleko Bohnic, kde byla 2. srpna 1932 na silnici v lese Líska ubodána 28letá Mária Zemancová. Dvě rány vedly do krku a zbytek do prsou oběti. Štěpánek tehdy v Praze pobýval u místního zelináře. Podíl na vraždě nejdříve popřel, později se však doznal a podrobil se rekonstrukci na místě činu. Při ní přesně popsal místo nálezu a uvedl další důležité skutečnosti, jako například, že se mu při útoku zlomila střenka nože. V průběhu rekonstrukce si však v jednom okamžiku vše rozmyslel a své přiznání vzal zpět. Ani svědci, kteří tehdy pachatele na místě činu zahlédli, Štěpánka nepoznali a jeho popis oběti neodpovídal reálu. Za tento zločin nakonec nebyl shledán zodpovědným.
Dne 16. října 1932 se účastnil prohlídky slovenského hradu Červený Kameň. Při ní se ztratil spolu s 15letou Marií Riganovou. Zatímco Štěpánka po zavírací době pouštěl kastelán ven, Riganová nebyla nikdy nalezena.
Štěpánek byl vyšetřován také ve spojitosti s vraždou Otýlie Vranské. Jeho podíl na tomto zločinu je však nepravděpodobný.

## Motiv
Jeho jednání mělo jednoznačně sexuální motiv. Přiznal nepřirozenou fixaci na ňadra. Prsa své sestry jednou polil kyselinou solnou. Obrázky dobře vyvinutých žen si lepil nad postel. Užíval přípravek na růst prsou. Přiznal také, že sám sebe jednou poranil na bradavce. Zakrvácený obvaz potom napíchl na strom a připojil k němu smyšlený dopis podobný tomu, který napsal před vraždou Šťastné. Vydával se za mladou matku, která zabila své hladové dítě a ze zoufalství, že mu nedokázala poskytnout dostatek mléka, si odřezala bradavky.
Za 3 vraždy a 2 pokusy o vraždu byl v roce 1938 odsouzen k trestu smrti. Jeho matka během procesu zemřela. Žádost o milost nemohla být adresována prezidentovi, jelikož v pomnichovském období republika nějaký čas prezidenta neměla. Nakonec byla zamítnuta vládou a 8. listopadu 1938 byl Štěpánek na nádvoří pankrácké věznice oběšen.